# Fernando Puig Gibert
Fernando Puig y Gibert (Gerona, 1815-Barcelona, 2 de enero de 1901), fue un industrial y político español.

## Biografía
Fernando Puig nació en Gerona en 1815. Huérfano de padre desde la niñez, empezó a trabajar en una tienda de telas de Barcelona y a los dieciséis años ya regentaba en la ciudad su propia mercería, donde vendía hilos, botones y cintas. Su salto a la actividad industrial se inició en 1838, con Jaime Portabella como socio. Ambos instalaron en San Andrés de Palomar una fábrica dedicada al hilado y torcido de lino, con la razón social Fernando Puig, Portabella y Compañía, aunque fue conocida popularmente como el Vapor del Fil (vapor del hilo).
Fueron pioneros en España en el hilado de esta fibra, pero las pérdidas generadas por los altos costes de producción —mucho mayores que el algodón— y las dificultades técnicas llevaron a la disolución de sociedad en 1844. Puig siguió con el negocio en solitario; se trasladó a Bélgica y Escocia, donde trabajó aprendiendo las técnicas de producción. A su regreso centró su actividad en el torcido de lino, logrando finalmente un producto competitivo. El éxito le fue reconocido con distintos premios en exposiciones industriales. En 1860 constituyó una nueva sociedad, Fernando Puig e hijo, con Fernando Puig y Mauri, hijo de su primer matrimonio. Sin embargo, éste no siguió la carrera industrial de su padre y se dedicó a la abogacía; tras casarse con la marquesa de Santa Ana, se trasladó a Madrid.
Finalmente, el negocio continuó en manos de uno de sus clientes, el también industrial Camilo Fabra, que se casó con una hija de su segundo matrimonio, Dolores Fabra. En 1866 suegro y yerno crearon la sociedad Puig y Fabra, y compraron una fábrica de cintas de algodón en Salt. La retirada progresiva de Puig de los negocios en favor de Camilo Fabra se concretó en 1882, cuando su yerno constituyó la sociedad Camilo Fabra y Compañía, Sucesores de Fernando Puig.
Apartado de la actividad industrial, centró sus últimos años en la política. Puig ya había sido concejal en el Ayuntamiento provisional de Barcelona de 1856, formado en gran medida por industriales y comerciantes. En 1876 se convirtió en senador por el partido liberal, hasta 1894, cuando fue nombrado senador vitalicio. En esta época publicó varios ensayos económicos.
Como muchos de los industriales de la época, dedicó su madurez a la agricultura y para ello compró 430 hectáreas de terreno en el Prat de Llobregat, junto al río. Se dedicó a la producción de arroz y forraje. Falleció en Barcelona en 1901.

## Familia
Su yerno Camilo Puig falleció en 1902. Quedaron al frente del negocio textil sus nietos Fernando y Román Fabra y Puig, segundo marqués de Alella y primer marqués del Masnou respectivamente, que poco después, en 1903, lo fusionaron con J&P Coats, dando origen a una de las mayores industrias del sector en España: la Compañía Anónima Hilaturas de Fabra y Coats.
Por parte de su hijo Fernando tuvo como nieto a Fernando Puig-Mauri y Santa Ana, cuarto marqués de Santa Ana, empresario con  trayectoria política, como diputado y senador.

## Obras
- El contrabando por Gibraltar (1890)
- El impuesto de consumos (1891)
- ¿Continuará Alemania explotando a España por medio de tratados? (1892)